# Nhà máy ô tô Gorky

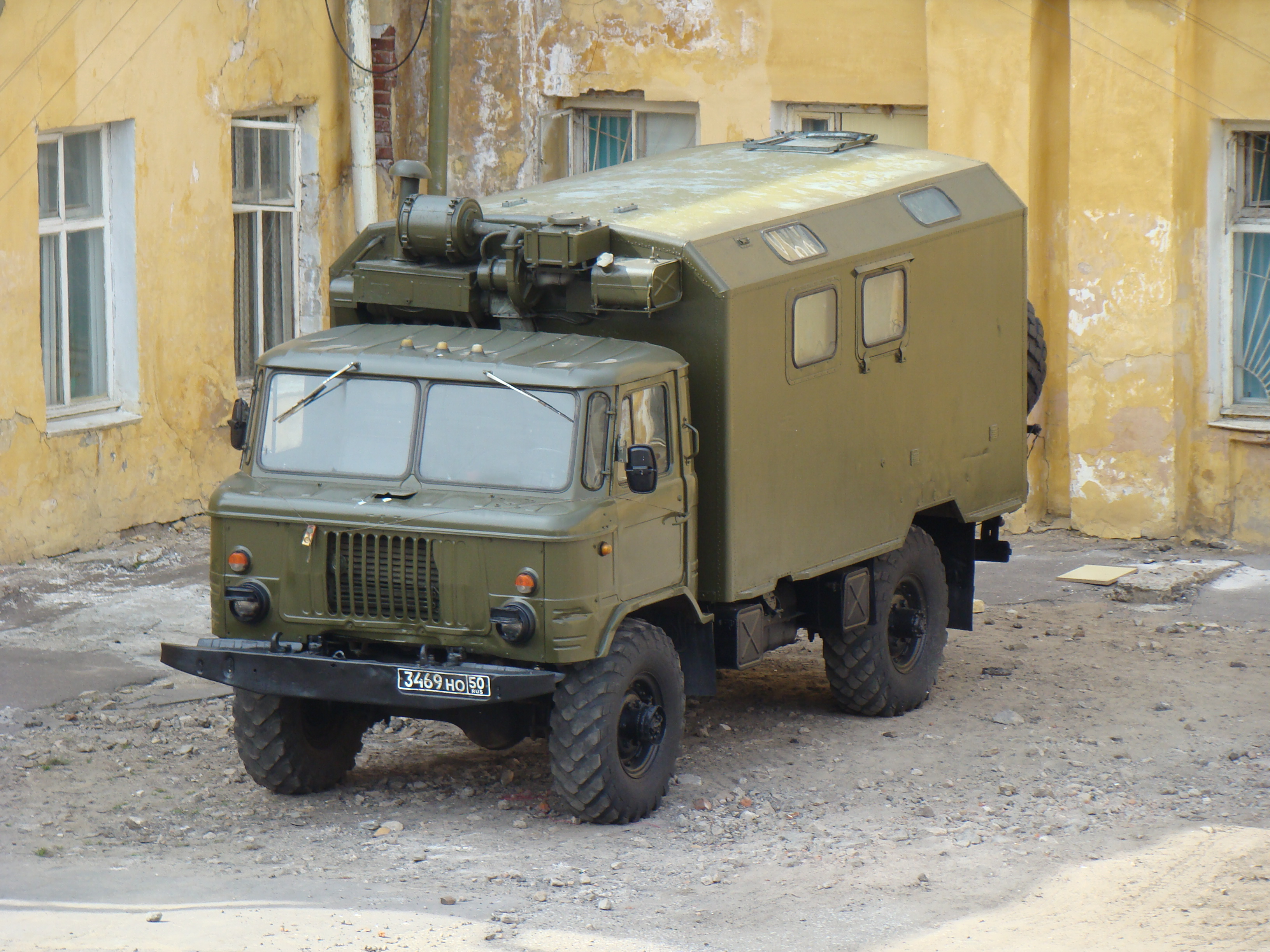
Xe tải GAZ-66 đang phục vụ trong quân đội Nga

Nhà máy ô tô Gorky, còn gọi là GAZ - viết tắt của Gorkovsky avtomobilny zavod (Горьковский автомобильный завод), là một trong những nhà máy sản xuất ô tô dân sự và quân sự lớn nhất ở Liên Xô trước đây và Nga hiện nay. Nhà máy thành lập năm 1929 với tên đầu tiên NNAZ, liên doanh giữa tập đoàn ô tô Ford và Liên bang Xô viết. Chữ G trong tên lấy theo tên nhà văn Nga Maxim Gorky.

## Sản phẩm

### Dân sự
- Sedan: Volga

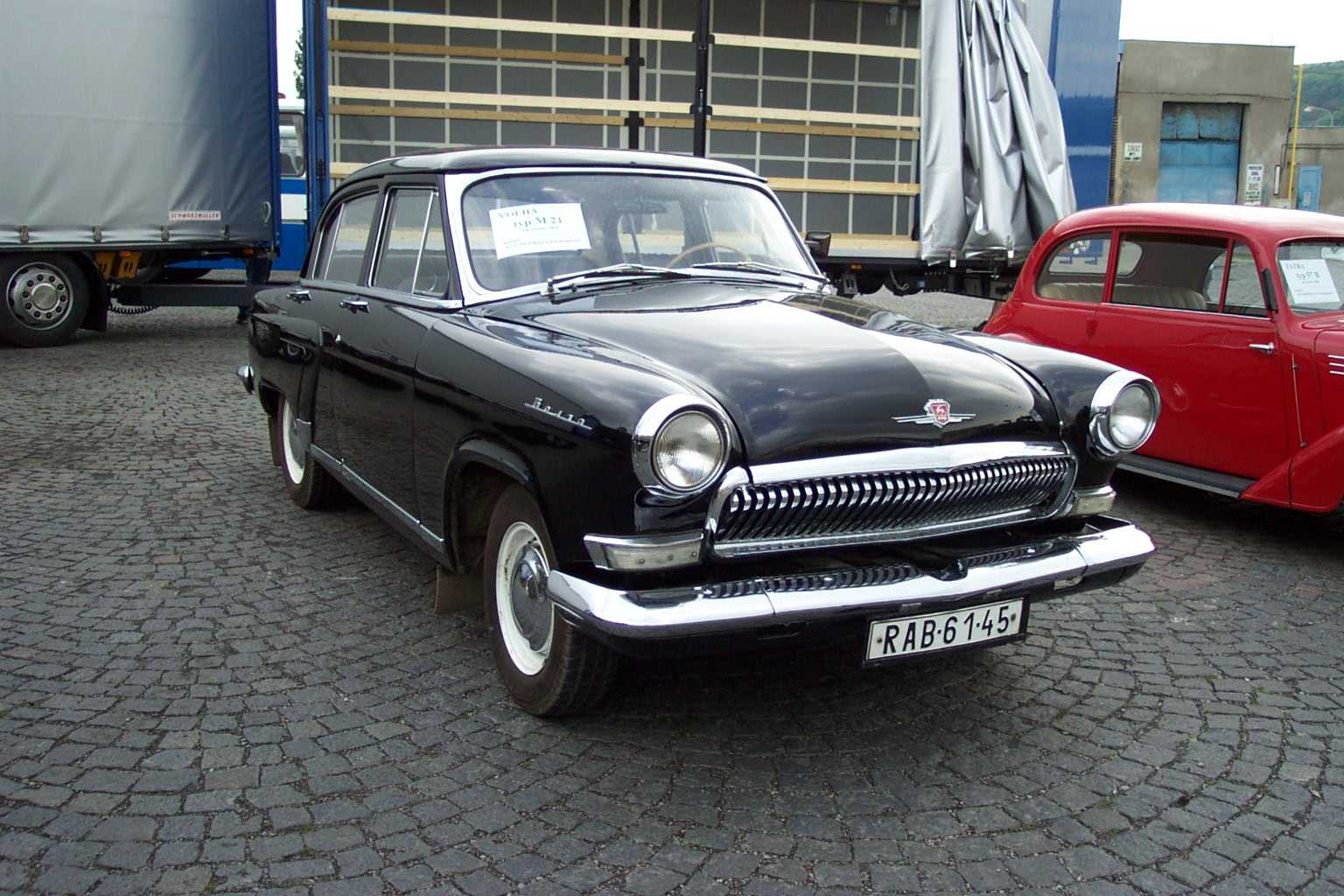
GAZ-21R Volga (1962)
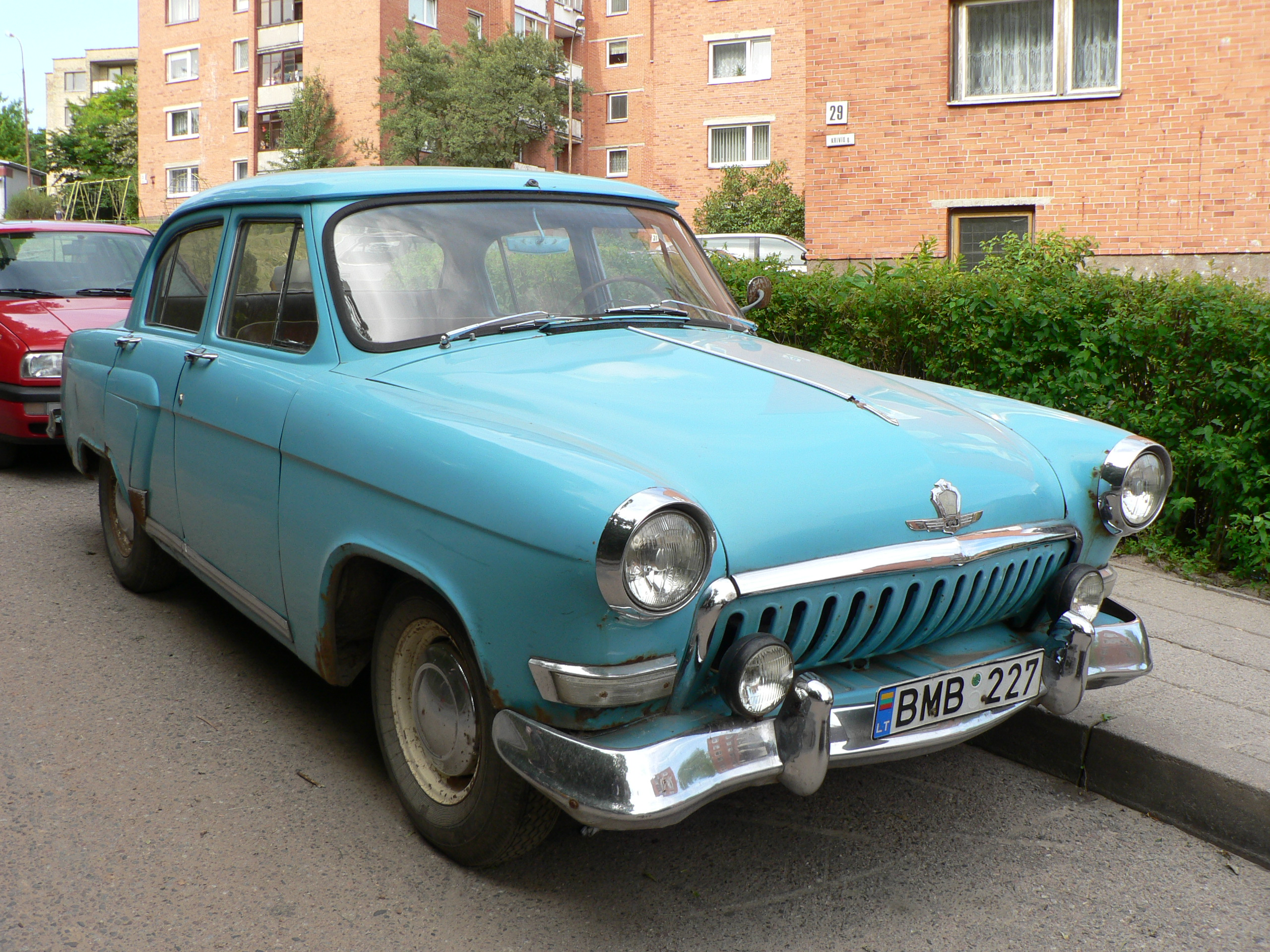
Volga GAZ-21
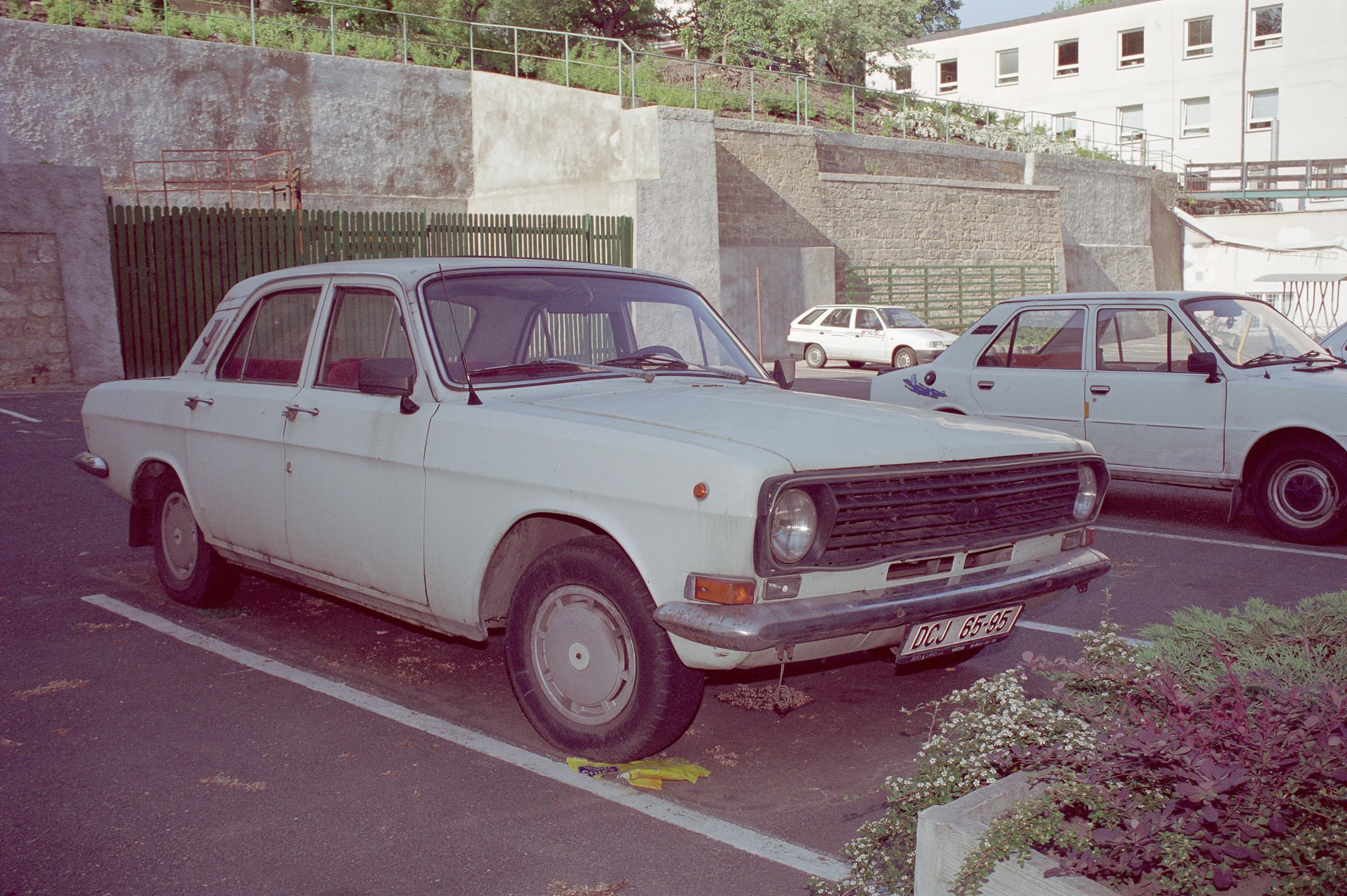
Wolga gaz 24 chụp năm 2001
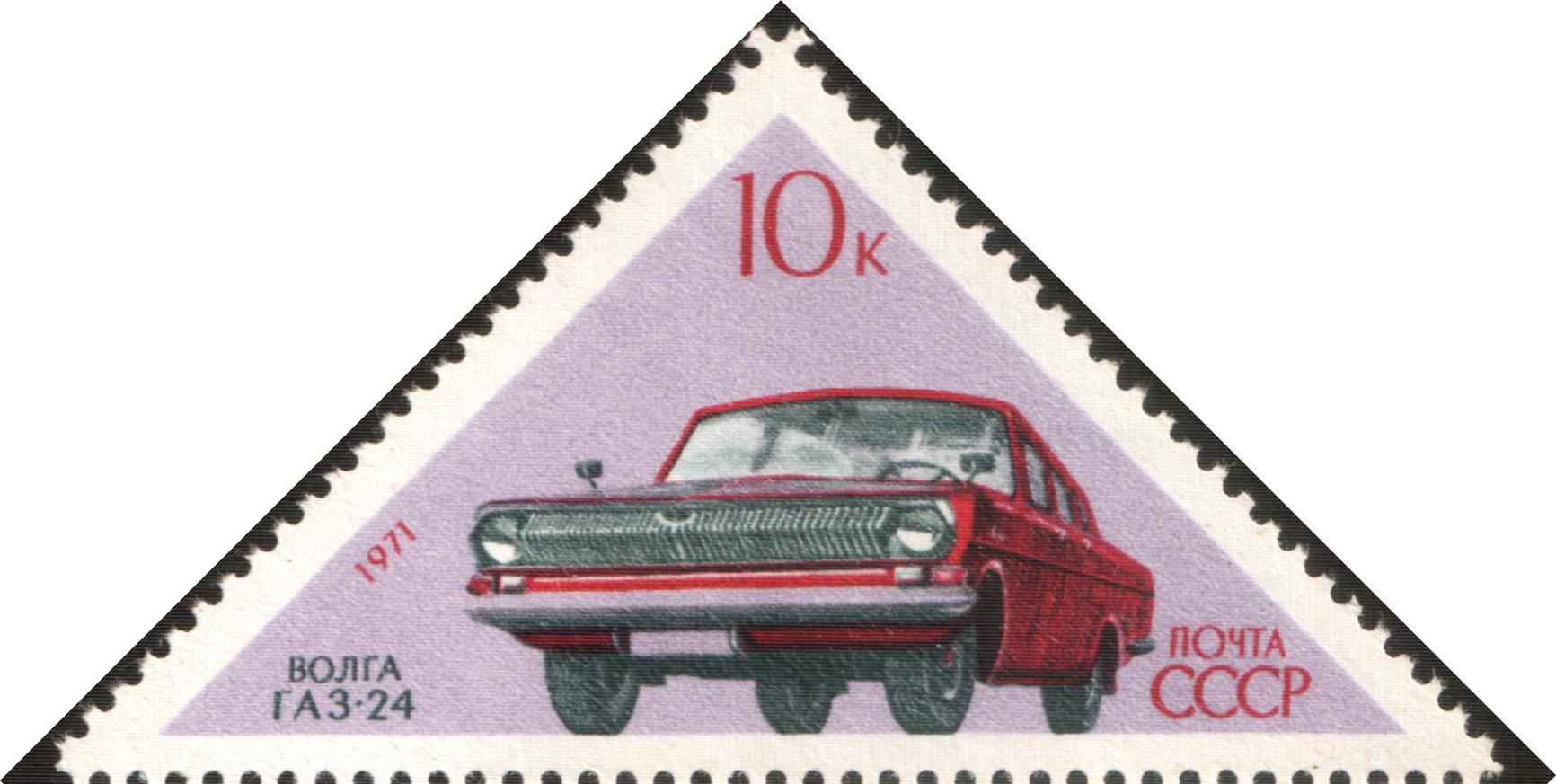
Xe Volga GAZ-24 trên tem thư 1971 của Liên Xô
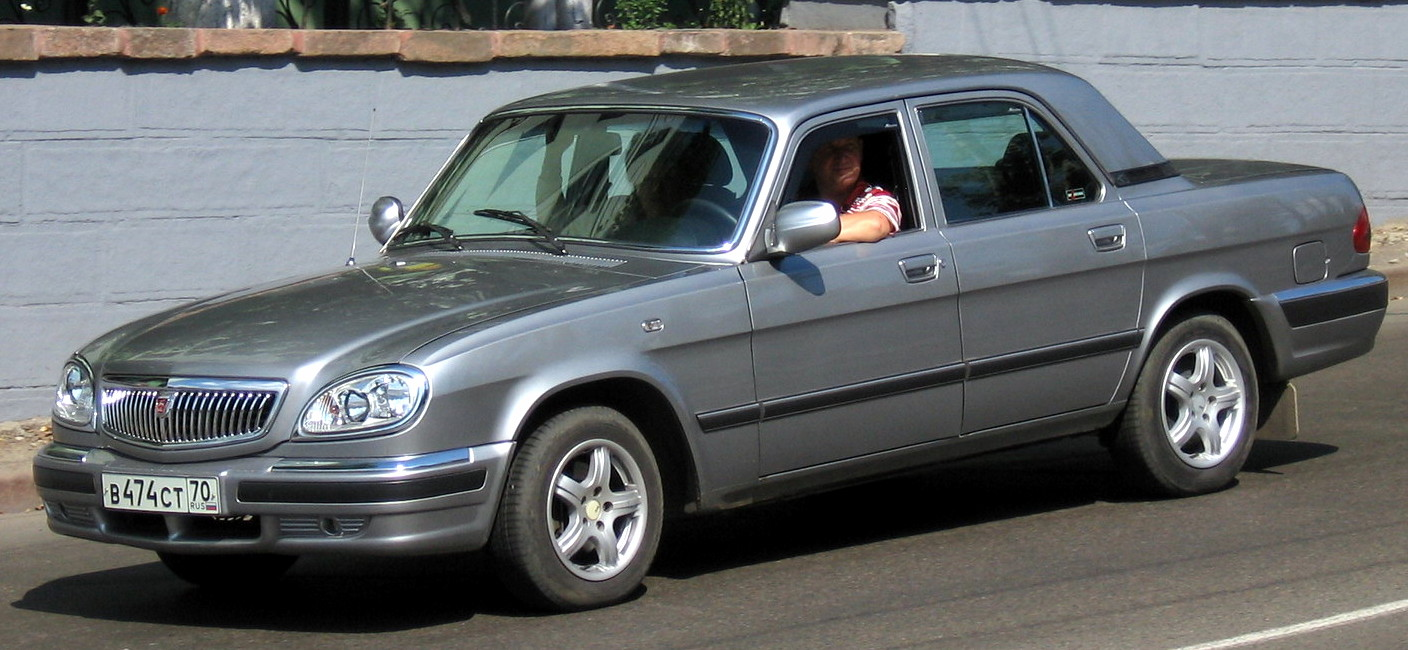
Volga GAZ-31105 (2004)
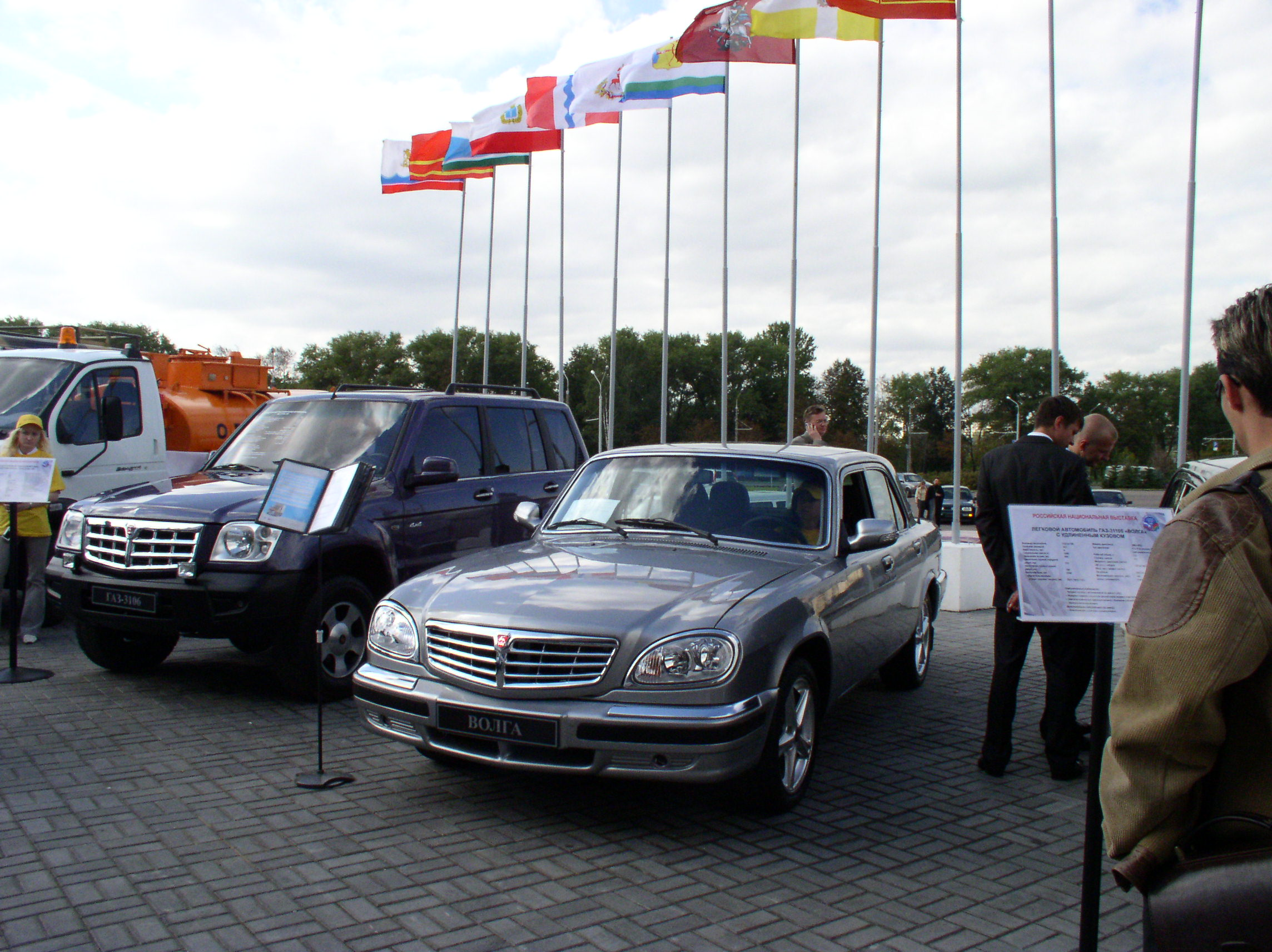
Volga 31

- Van: GAZelle

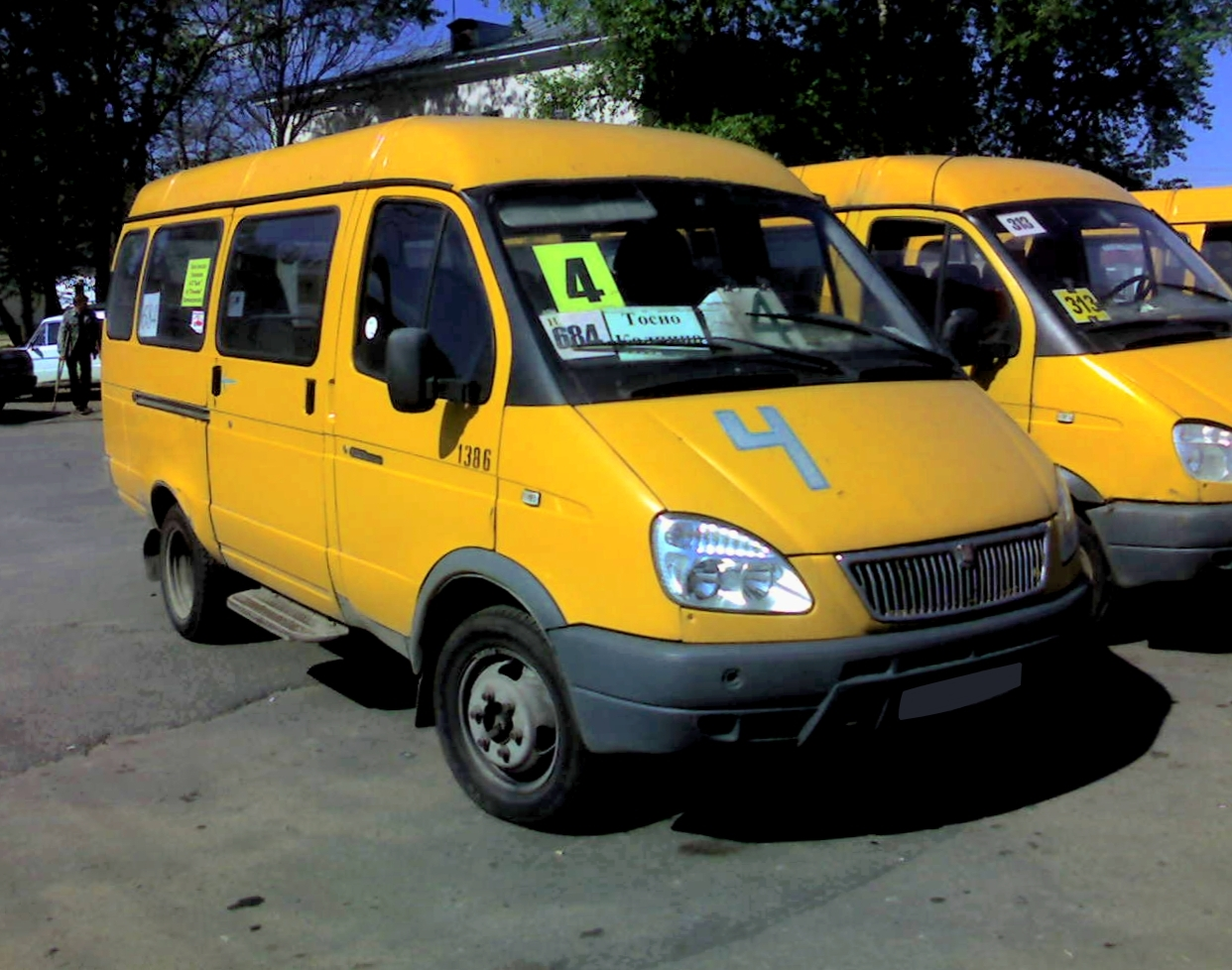
Xe GAZel ở Tosno
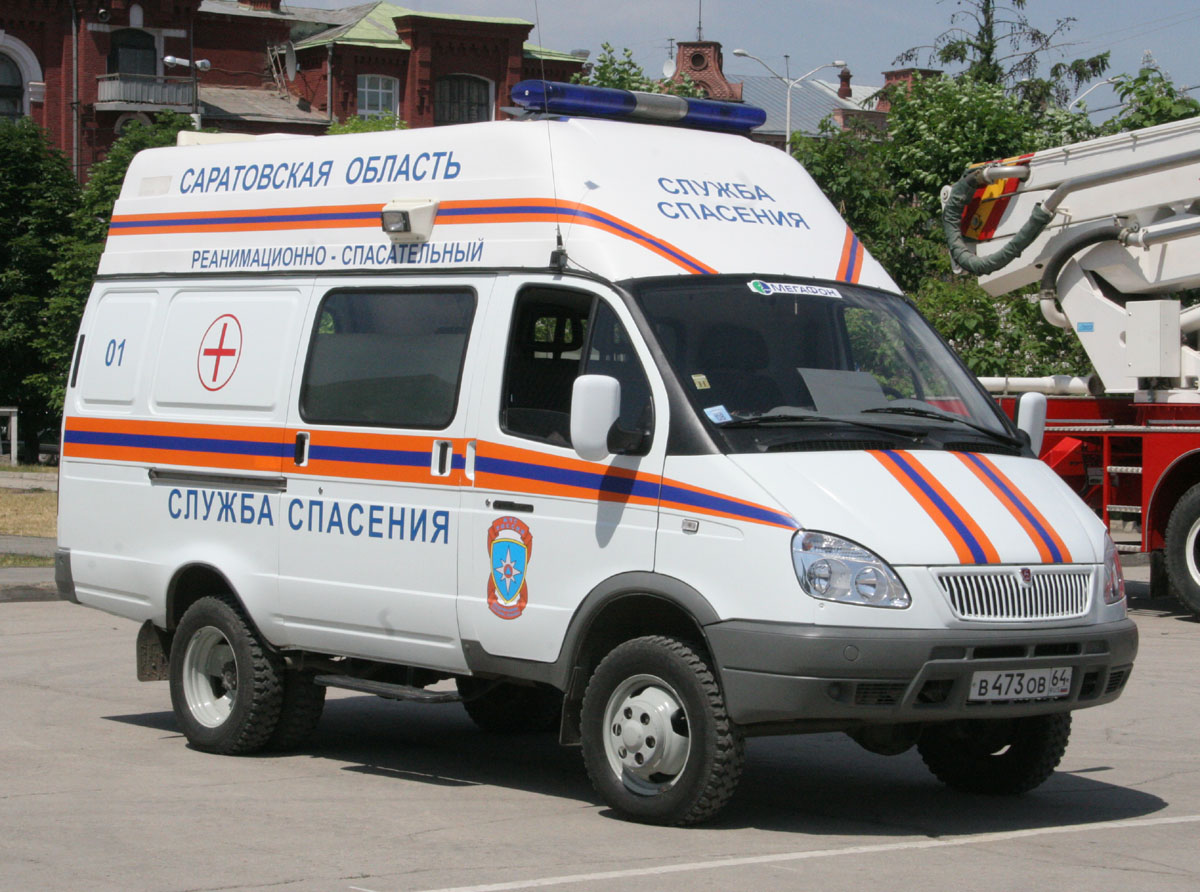
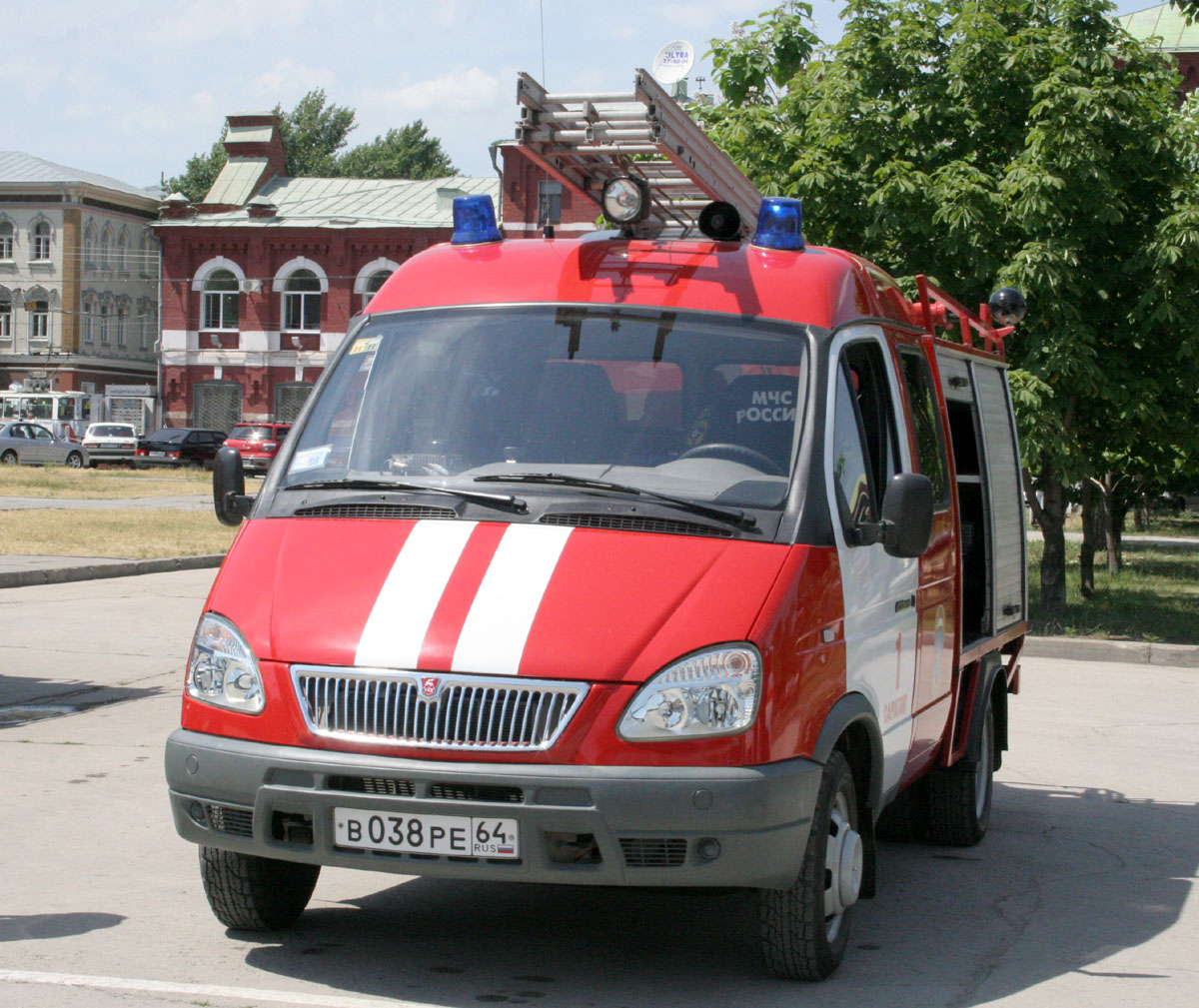

- SUV: GAZ-A, GAZ-3106

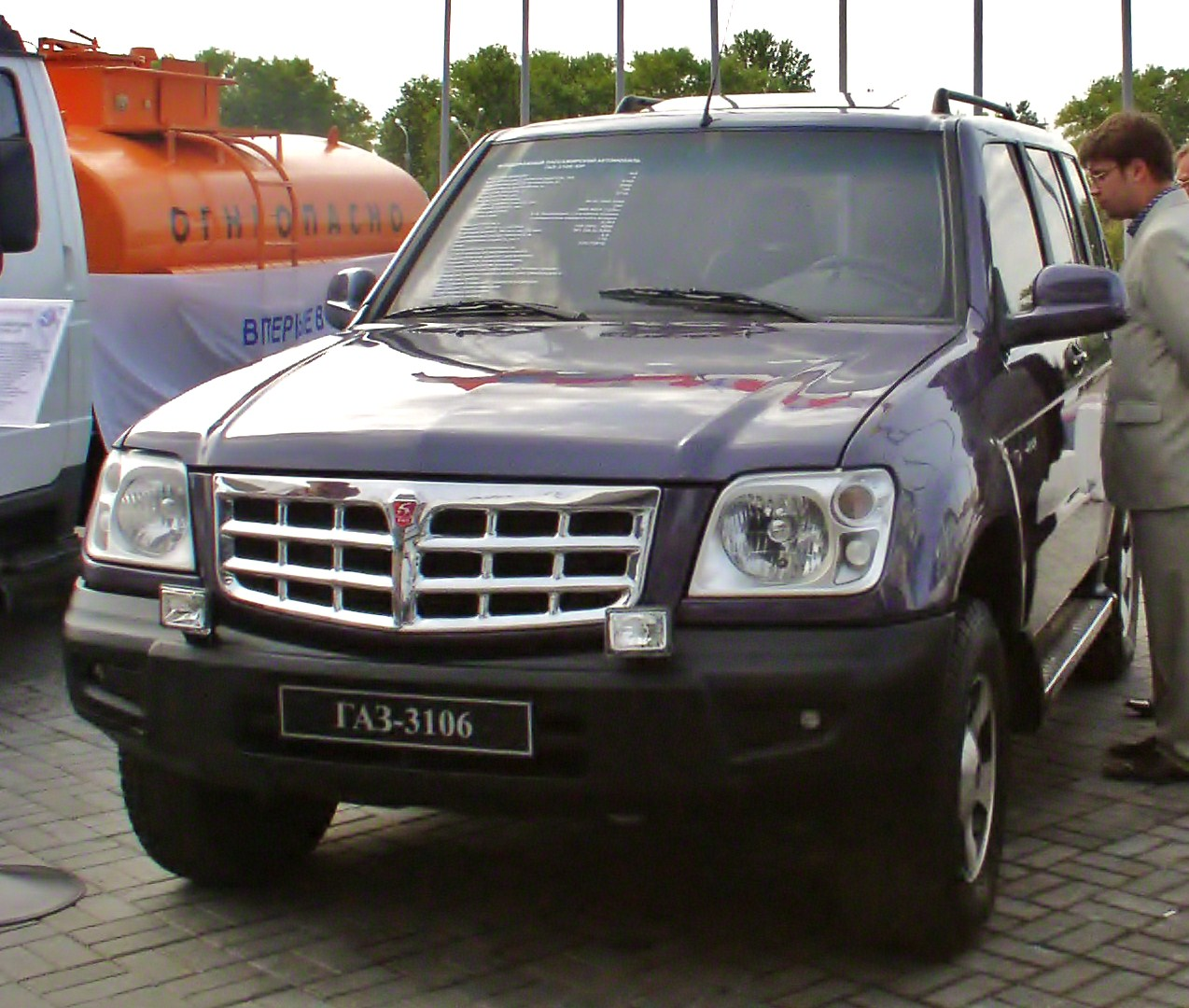
GAZ-3106 Ataman-2 concept SUV (2005)

### Quân sự
- SUV: GAZ-69, Tigr...
- Xe tải: GAZ-AA, GAZ-66...
- Xe bọc thép: BTR-40, BTR-60, BTR-70 (GAZ-4905), BTR-90 (ГАЗ-5923, chỉ thiết kế)
- Xe địa hình: GAZ-3351

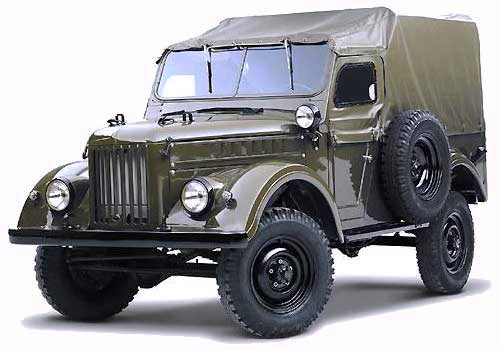
GAZ-69
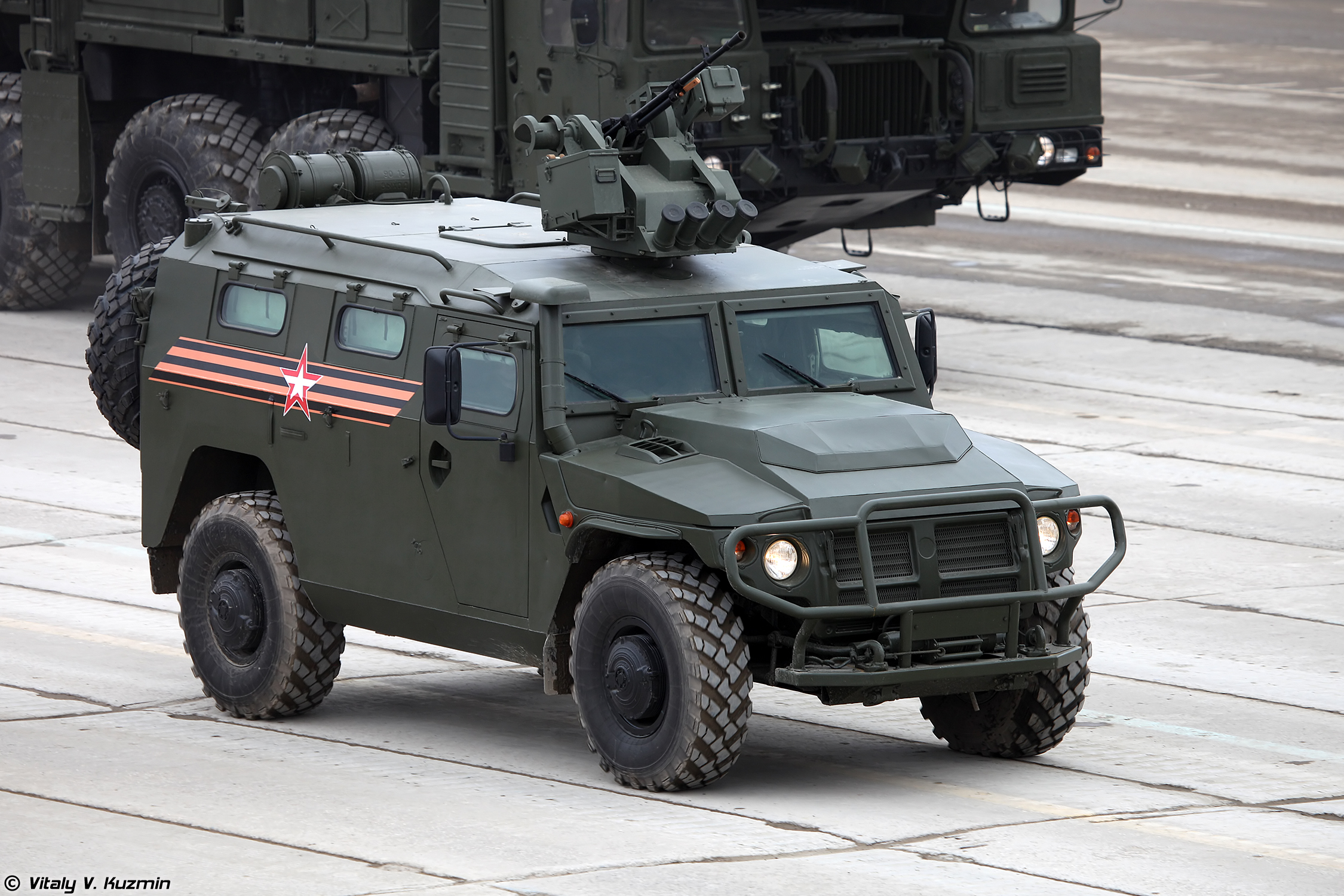
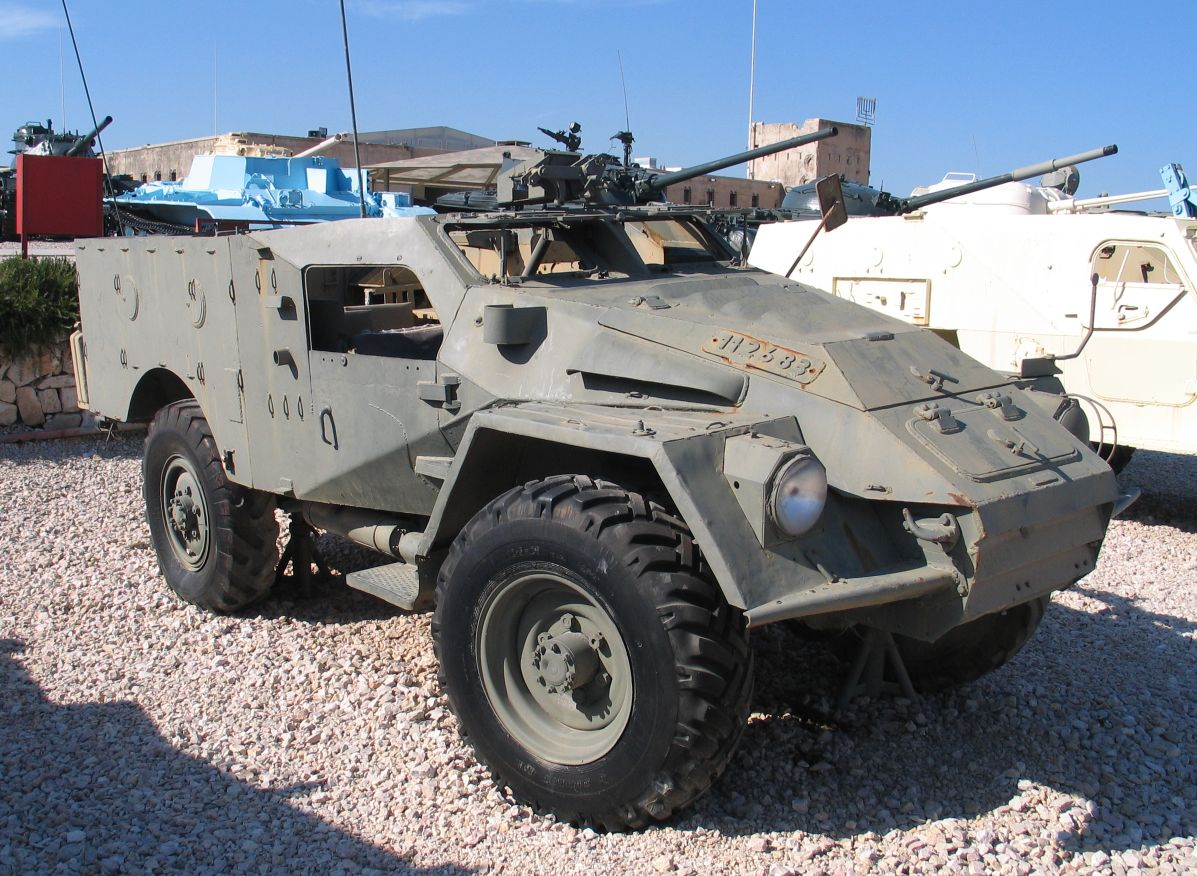
BTR-40
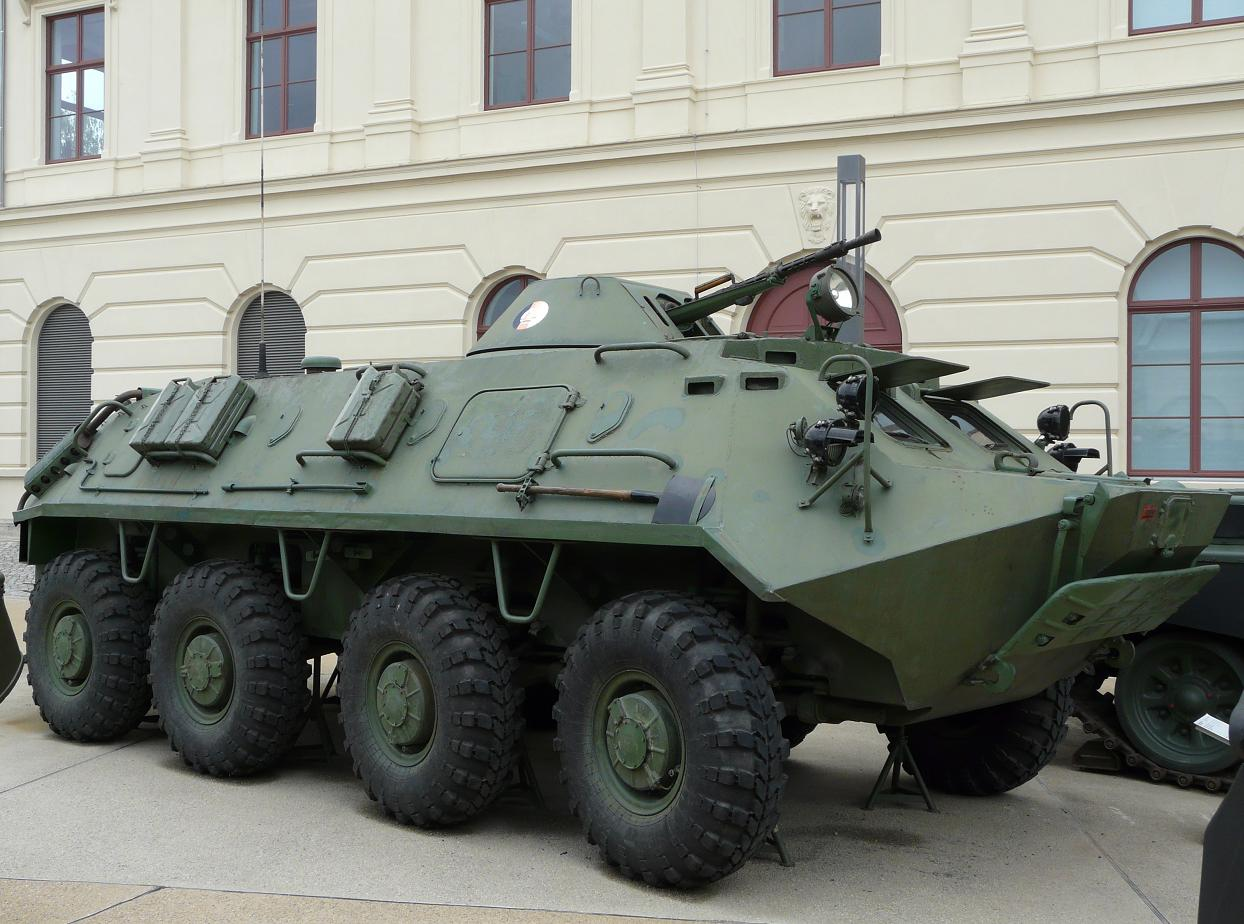
BTR-60
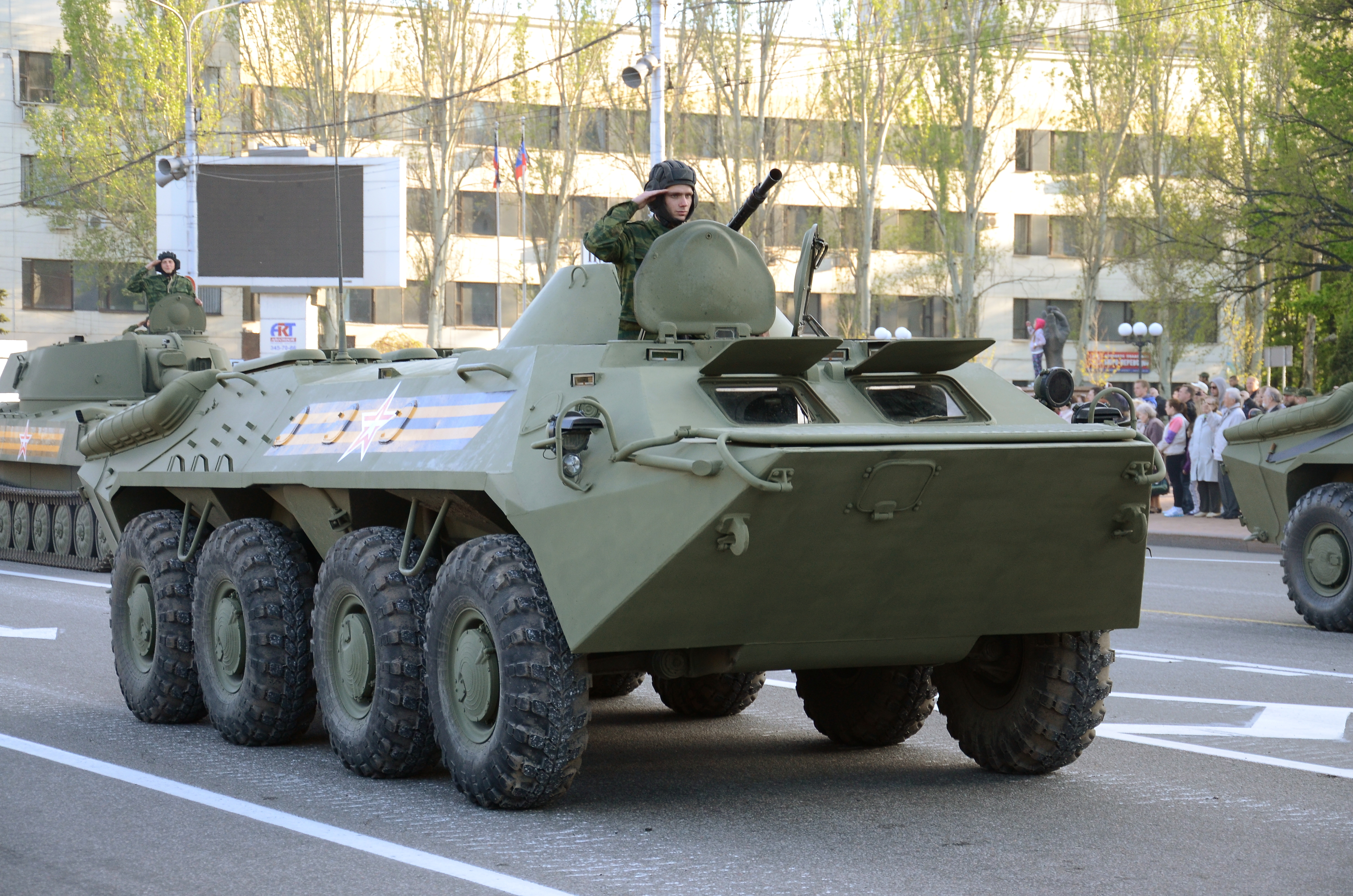
BTR-70
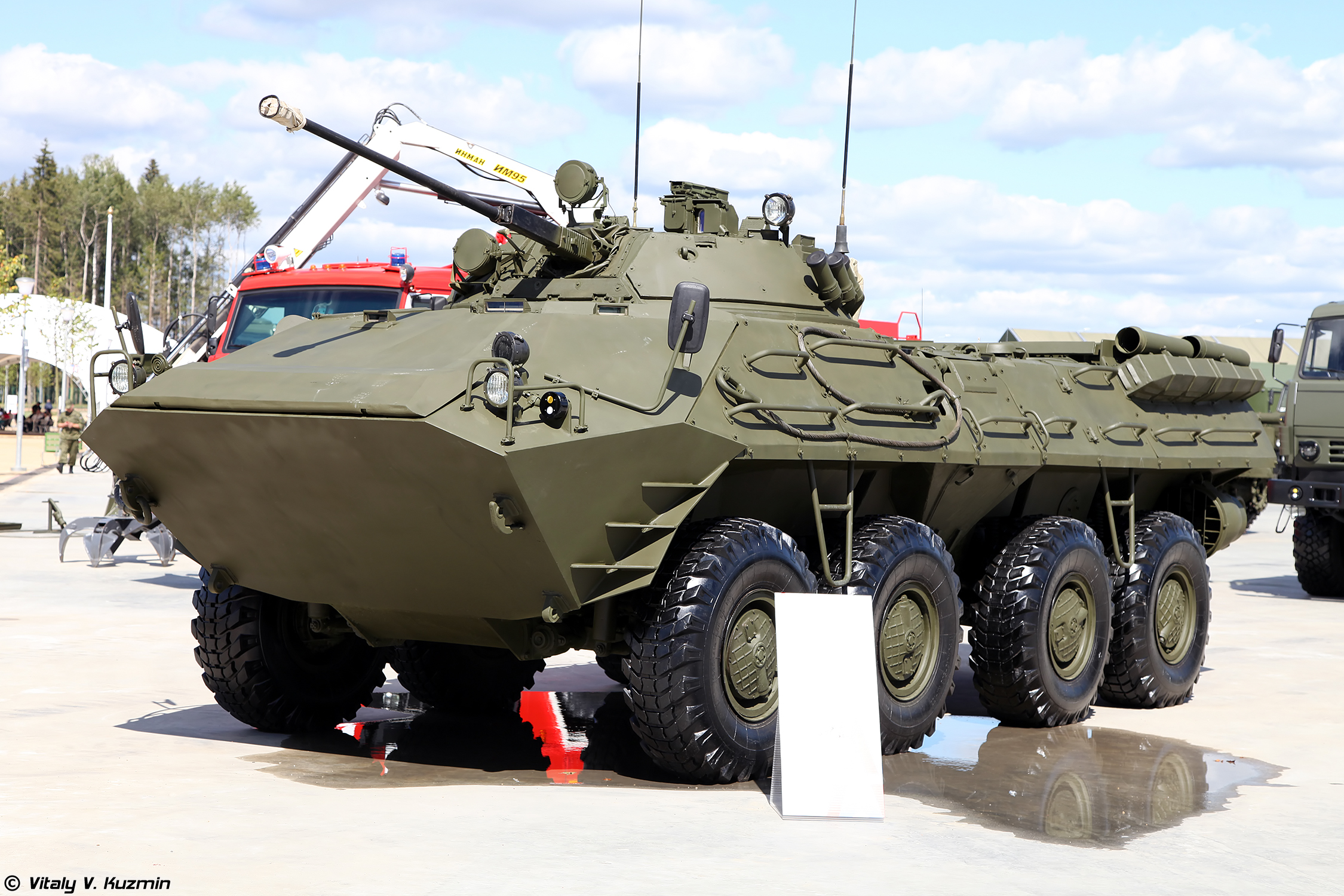
BTR-90
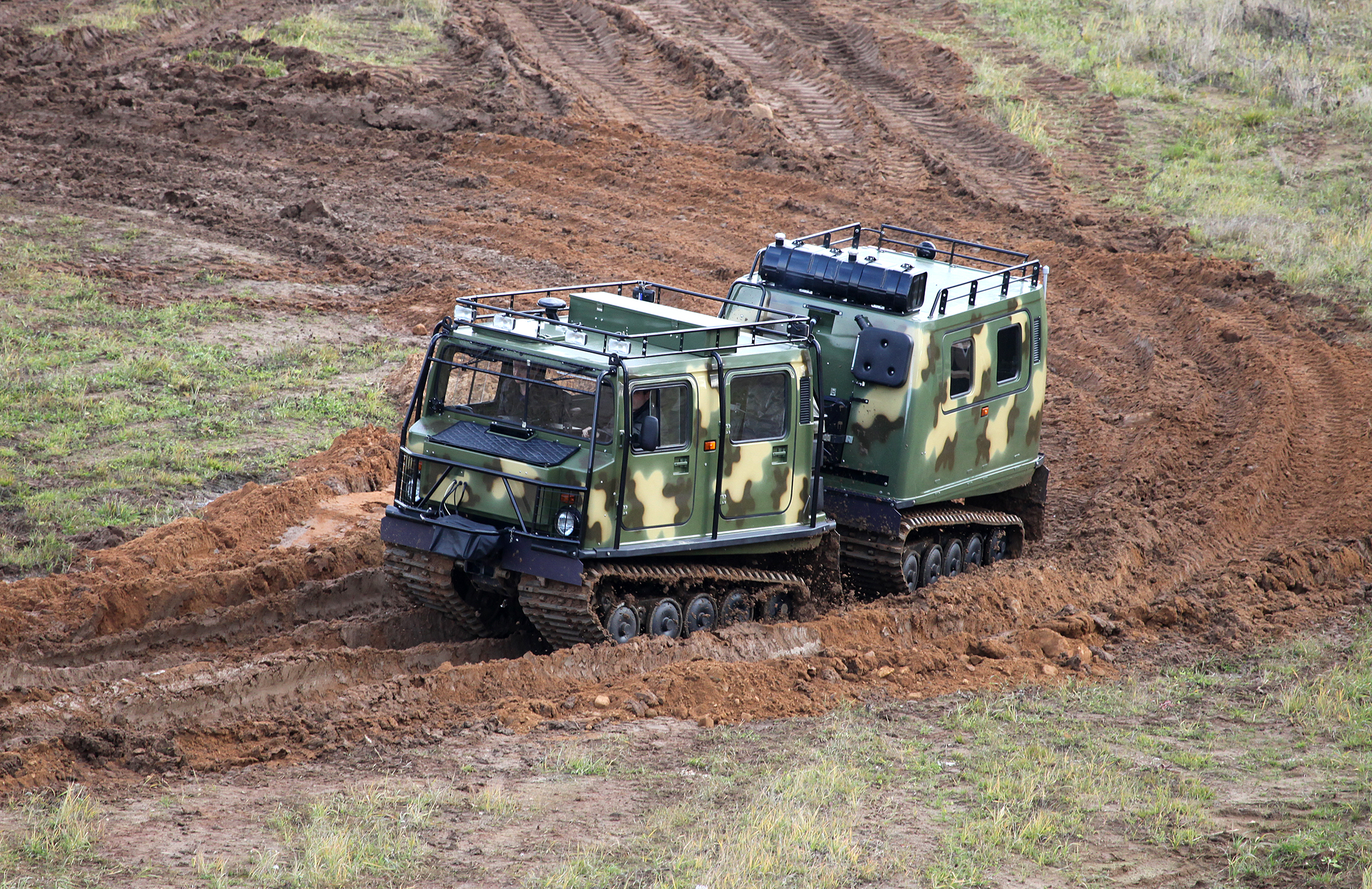
GAZ-3351